# Jean-Pierre Melville
Jean-Pierre Melville, eigentlich Jean-Pierre Grumbach, (* 20. Oktober 1917 in Paris; † 2. August 1973 ebenda) war ein französischer Filmregisseur, Filmproduzent und Drehbuchautor. Der Autorenfilmer mit kühler, präziser Bildsprache feierte ab den 1950er-Jahren Erfolge als „Ästhet und Chronist der Unterwelt“, der spätere europäische Filmemacher und Filmbewegungen beeinflusste. Zu seinen bekanntesten Filmen zählen die Thriller Der eiskalte Engel und Vier im roten Kreis sowie das Kriegsdrama Armee im Schatten.

## Leben und Arbeit
Jean-Pierre Grumbach wurde in Paris als Sohn elsässischer Juden geboren. Seine kaufmännische Laufbahn wurde durch den Zweiten Weltkrieg unterbrochen. Er gehörte zu den im Zuge der Operation Dynamo aus Dünkirchen geretteten Soldaten. Im französischen Widerstand nahm er den Namen des Schriftstellers Melville an, den er dann beibehielt. Nach dem Krieg versuchte er vergeblich eine Anstellung als Regieassistent zu erhalten, was seinen Weg zum Produzenten forcierte.
Aus der Zeit des Widerstandes schilderte er die Praktiken der Résistance später sehr eindringlich in Armee im Schatten. Schon sein erster Film nach dem Krieg, Das Schweigen des Meeres (1947), hatte die Besatzungszeit und das Verhältnis der Franzosen zu den Deutschen zum Thema. Melville war außerordentlich eigenständig und organisierte seinen Erstling ohne fremde Hilfe, insbesondere ohne die Unterstützung der einflussreichen französischen Filmgewerkschaft, womit er sich von Anfang an als Außenseiter positionierte. Entsprechend geringschätzig wurde sein Werk kritisiert. Sein nächster Film war Die schrecklichen Kinder, eine Literaturverfilmung nach einer Vorlage von Jean Cocteau. Dieser Film bedient sich teilweise surrealer Stilistik. Melville war ein ausgeprägter Cineast und richtete seine Interessen vorwiegend auf das US-amerikanische Kino vor dem Zweiten Weltkrieg. Als wesentliche Einflüsse nannte er Regisseure wie William Wyler oder Robert Wise. Er stellte eine „Liste“ von ca. 60 bedeutenden Regisseuren auf, die restlichen lehnte er ab. Das französische Kino schätzte er weniger. In der Verehrung des klassischen amerikanischen Films begründet sich sein später so eindrucksvolles Werk.
Melvilles Filme handeln stets von Themen wie Freundschaft und Vertrauen, von Einsamkeit und Verrat. Die Charaktere, die er in den Mittelpunkt stellt, sind oft Außenseiter und Isolierte bzw. unverstandene Solitäre. Eine weitere Literaturverfilmung folgte, bevor Melville 1955 erstmals eine Figur aus der Unterwelt in den Mittelpunkt stellte: Bob le Flambeur, den Spieler und lässigen Typen mit kriminellen Ambitionen. Atmosphärisch weniger unterkühlt als seine späteren Unterweltfilme, zeigt er ein Paris, das zehn Jahre nach Ende des Krieges mit Lebenskünstlern und Träumern bevölkert ist, denen manches gelingt, manches danebengeht. Sein späterer Fatalismus hält sich noch in Grenzen. Bob le Flambeur ist ein echter Melville, ohne dass seine Helden völlig scheitern. Das Scheitern wird zum Hauptthema seiner nächsten Gangsterfilme. Auch in Eva und der Priester mit dem jungen Jean-Paul Belmondo und Emmanuelle Riva gibt es kein Glück für die beiden Protagonisten.
Belmondo spielt auch in Der Teufel mit der weißen Weste neben Serge Reggiani und Jean Desailly. Hier wird die Story schon blutiger und schwärzer. Verrat und unklare Umstände der Hauptpersonen schmieden eine fatale Story ohne Chancen auf ein Happy End. Danach folgt Die Millionen eines Gehetzten, ein frühes Roadmovie mit Charles Vanel und wieder mit Belmondo, hier als ein „ungleiches Paar“ der besonderen Art, eine Zwangsgemeinschaft auf der Flucht durch die USA. Hier wird Freundschaft durch Kalkül und morbide Absichten ersetzt. Das Ende ist desillusionierend für alle. Während zur gleichen Zeit seine Filmerkollegen der Nouvelle Vague stilistisch im Auf- und Umbruch sind, bringt Melville hier seine Vorstellung von Professionalismus und klassischem Kino eindrucksvoll zum Ausdruck. Dass er sich mit Belmondo einer ausgesprochenen Nouvelle-Vague-Ikone bedient, ist umso aufschlussreicher.
Lino Ventura und Paul Meurisse spielen die Hauptrollen in Der zweite Atem. Hier wird Melville zum Meister des erneuerten Film noir. Eine undurchschaubare Doppelbödigkeit der Verhältnisse wird zum Thema. Kurz bevor Melville den Film-Gangster neu erfinden wird, findet man dessen Apotheose schon in diesem Film vorgeführt.
Alain Delon selbst hat Melville nach dessen Aussage zur Figur des Jef Costello inspiriert. Melville sagte, er habe sich das Verhalten Delons in einer bestimmten Situation vorgestellt. So entstand die Idee zu Der eiskalte Engel – Costello als unterkühlter Auftragskiller, ein Professioneller, der sein Handwerk als Beruf und Auftrag versteht. Gefühle erlaubt er sich so wenig wie die Polizei. Nichts kann den Regelkreis von Auftrag und Ausführung stören, es sei denn Verrat und Doppelbödigkeit. Der von der Polizei verdächtigte Costello wird zum Sicherheitsrisiko für seine Auftraggeber. Diese wollen ihn ohne Umschweife beseitigen. Die Polizei lässt nicht locker, der Jäger wird zum Gejagten. Die Story ist banal, die formale Umsetzung ganz großes Kino. Die Bilder und was sich durch diese vermittelt scheinen losgelöst von dem Plot, scheinen zur allgemein gültigen Metapher für tiefe existenzielle Wahrheiten zu werden. Inhaltlich mehr als nur ein neuer Film noir oder ein gewöhnlicher Gangsterfilm, spiegelt Der eiskalte Engel grundlegende ästhetische Positionen und eine bestimmte Auffassung davon wider, was Schönheit im Kino sein kann. Melville beweist, dass Bilder mehr vermögen als Worte.
Die Kombination Delon-Melville erwies sich als fruchtbar, zwei weitere Werke entstanden. Vorher holte jedoch die Vergangenheit Melville nochmals ein in Form einer Armée des ombres, einer Armee im Schatten. So hieß sein nächster Film. Lino Ventura, Jean-Pierre Cassel und Simone Signoret sind unlösbar in die Geschichte verstrickt. Geschichte heißt hier Zweiter Weltkrieg, Besatzung, Résistance. Die Methoden der Besatzer und die der Widerstandskämpfer scheinen einander ähnlich, die Ziele aber sind völlig andere. Melville zeichnete ein sehr authentisches Bild jener Zeit und zeigte auch die Brutalitäten seiner Landsleute. Pessimismus und Resignation mischen sich mit verzweifelter Aktion, um in Hoffnungslosigkeit umzuschlagen. Melville sagte in einem Interview, er träume seine Figuren, weil er all diese Leben nicht selbst leben könne; hier wird der Traum zum Alptraum per se. Man beschrieb den Film später als Gangsterfilm im Gewand der Résistance. Bemerkenswert: Melvilles Fähigkeit, Zeitgeschichte filmisch exakt wieder auferstehen zu lassen.
In seinem nächsten Werk Vier im roten Kreis (Originaltitel: Le Cercle rouge) von 1970 treffen wir Delon als unglamourösen Häftling, der vorzeitig entlassen auf seiner Rückfahrt auf einen entflohenen Sträfling (Gian Maria Volontè) trifft. Dieser Wahlverwandte wird zu seinem Freund und zusammen mit einem fast gebrochenen Yves Montand als Ex-Polizisten und Trinker werden sie zu einem schlagkräftigen Gangstertrio. Der Kommissar (mit André Bourvil genial besetzt) ist knapp an ihnen dran. Die Fatalität der Story ist bemerkenswert: Alles was an Unglück über die Protagonisten hereinbrechen kann, scheint auch hereinbrechen zu müssen. Die Schicksale kreuzen sich auf seltsam unabwendbare Weise in jenem roten Kreis, dessen Farbe mit Blut gezeichnet ist. Selbst der Kommissar befindet sich in diesem seltsamen Schicksalskreis, auch wenn er als einziger mit dem Leben davonkommt. Melville erweist sich ein weiteres Mal als lupenreiner Pessimist. Darüber hinaus ist der Film eine Studie des französischen Kriminalfilms, indem er sämtliche Konstellationen und Verhältnisse sowie die Konventionen des Genres modellhaft abbildet. Bemerkenswert ist die Abwesenheit von Frauenfiguren. Im eiskalten Engel kristallisierten sich Frauen noch als wichtige Projektionsflächen für Sehnsüchte heraus, hier scheint diese Sehnsucht beendet. Der Einbruch in ein Juweliergeschäft wird von Melville in Echtzeit vorgeführt, wohl auch, um die wenig glamouröse Tätigkeit des Gangsterberufes realistisch abzubilden; dennoch spürt man Respekt für den Professionalismus der Handelnden.
In seinem letzten Film mit dem unpassenden deutschen Titel Der Chef (Un flic) von 1972 sind die Verhältnisse umgedreht. Alain Delon ist hier Polizist und ebenso gründlich zwischen den Fronten wie ehemals Jef Costello. Beziehungen und Freundschaften erweisen sich als äußerst brüchig. Professionalität steht erneut ganz oben, das Vertrauen geht darüber zu Bruch. So erschießt Delon seinen Freund/Verdächtigen am Ende gewissermaßen vorbeugend und auch vorschnell. Eben ein Profi. Die letzte Einstellung des letzten Films von Melville zeigt einen todtraurigen Delon mit versteinerten Gesichtszügen. 
Melville verstarb 1973 in Paris im Alter von 55 Jahren an einem Herzanfall. Sein Grab befindet sich auf dem Cimetière parisien de Pantin.

## Stil und Rezeption
Melville war ein Außenseiter im französischen und eine singuläre Erscheinung im europäischen Film, auch weil er es selbst wohl so haben wollte. Seine Unabhängigkeit ging so weit, dass er seine Drehbücher selbst verfasste sowie ein eigenes Studio für seine Dreharbeiten besaß. Er kontrollierte penibel alle Stadien der Filmentstehung, auch den Schnitt und den Ton bzw. die Musik. Film war für ihn auch ein Handwerk, das man völlig beherrschen können muss. Für die Generation der Nouvelle Vague kam er 15 Jahre zu früh, wenngleich er deren Produktionsmerkmale in gewisser Weise vorwegnahm und einen Gastauftritt in Jean-Luc Godards Außer Atem hatte. Ihrer Unbekümmertheit in Formfragen stand er jedoch skeptisch gegenüber. Die Kritiker der einflussreichen Zeitschrift Cahiers du cinéma haben ihn zu Lebzeiten nie und danach erst sehr spät akzeptiert. Man warf ihm vor, zu traditionell zu sein, und behauptete, einen Film von Melville erkenne man schon nach wenigen Sekunden. Dies ist in Wirklichkeit eine Auszeichnung für den Ultra-Professionellen, der er war, und Bestätigung für sein unnachahmliches Formbewusstsein. Seine Bedeutung für den künstlerisch verfeinerten europäischen Genrefilm wird bis heute eher unterschätzt. Noch immer hat Melville in den Filmannalen nicht den Stellenwert erlangt wie vergleichbare Regisseure. Dennoch besteht bei einigen Regisseuren (z. B. Aki Kaurismäki, Quentin Tarantino) die Tendenz, seine Formalismen zu zitieren. 
Materialien zur Rezeption von Melvilles Werk sind im Allgemeinen dünn gesät, speziell in deutscher Sprache. Er selbst gab nur wenige Interviews. Eine Quelle zu seinem Werk und teilweise zu seiner Person ist der Band 27 der Reihe Film im Hanser Verlag. In dem Buch erfährt man im Vorwort seines zeitweiligen Regieassistenten Volker Schlöndorff, wie es war, mit Melville zu filmen. Die profundeste Quelle ist der Interviewband Kino der Nacht (vergleichbar mit dem berühmten Interviewband von Truffaut/Hitchcock) von Rui Nogueira mit Melville (Alexander Verlag, Berlin 2002. Hrsg.: Robert Fischer).

## Filmografie
- 1945: 24 Stunden im Leben eines Clowns (Vingt-quatre heures de la vie d’un clown)
- 1947: Das Schweigen des Meeres (Le Silence de la mer)
- 1950: Die schrecklichen Kinder (Les Enfants terribles)
- 1953: Und keine blieb verschont (Quand tu liras cette lettre)
- 1955: Drei Uhr nachts (Bob le flambeur)
- 1959: Zwei Männer in Manhattan (Deux hommes dans Manhattan)
- 1961: Eva und der Priester (Léon Morin, prêtre)
- 1962: Der Teufel mit der weißen Weste (Le Doulos)
- 1962: Der Kampf auf der Insel (Le Combat dans l’île) (Darsteller)
- 1963: Die Millionen eines Gehetzten (L’Aîné des Ferchaux)
- 1966: Der zweite Atem (Le deuxième souffle)
- 1967: Der eiskalte Engel(Le Samouraï)
- 1969: Armee im Schatten (L'Armée des ombres)9
- 1970: Vier im roten Kreis (Le Cercle rouge)
- 1972: Der Chef (Un flic)